# Exotela senecionis
Exotela senecionis är en stekelart som beskrevs av Griffiths 1967. Exotela senecionis ingår i släktet Exotela och familjen bracksteklar. Inga underarter finns listade i Catalogue of Life.